# 강서 (삼국지)
강서(姜敍, ? ~ ?)는 중국 후한말의 ~ 조위의 장수이다. 자는 백섭(伯섭)이다.
마초가 기성을 함락하고 왕기를 죽였는데 양부가 도모하려고 했고 중간에 아내를 잃고 말았다. 마초에게 둘러대서 빠져나오고 강서에 주둔하고 있다가 주인이 죽었는데도 기성에 있었던 이야기를 들려주고 한편으로 함께 죽지못한것을 후회하고 있었고, 마초를 죽일 계획을 찾고 있었다.
강서는 양부의 고향사람들과 무도사람들인 이준, 왕령함께 마초를토벌할 생각을 하고 있었다. 노성에 군사를 보내고 한편으로 마초를 토벌엔 성공했지만 어머니가 마초에게 인질로 잡히고 마초에게 욕을 하고 반항했지만 중간에 죽음을 당하였다.
마초가 한중으로 돌아가서 기산에서 붙잡히자 도와주기를 원했고 하후연, 장합이 나가라고 하였다.

## 같이 보기
- 삼국지 인물 목록